# Paul-Émile Auger
 (décembre 2017).
Si vous disposez d'ouvrages ou d'articles de référence ou si vous connaissez des sites web de qualité traitant du thème abordé ici, merci de compléter l'article en donnant les références utiles à sa vérifiabilité et en les liant à la section « Notes et références ».
Pour les articles homonymes, voir Auger.
Paul-Émile Auger, né le 1er octobre 1908 et décédé le 8 septembre 2008 à l'âge de 99 ans, 24 jours avant son 100e anniversaire, fut un géologue et homme politique québécois, ayant occupé le poste de sous-ministre des Mines et des Richesses naturelles du gouvernement du Québec. 
Il fut aussi un universitaire et auteur scientifique de renommée internationale, qui fit des recherches importantes dans le domaine des mines et de la géologie.

## Distinctions
- 1950 - Membre de la Société royale du Canada
- 1978 - Officier de l'Ordre du Canada

## Biographie
Marié à feu Gabrielle Hébert (1908-2007), il eut trois enfants, Jacques Auger, Louise Auger et Michelle Auger. Louise a eu 2 enfants avec son mari Guy Carmichael, Sylvie et Daniel.